# Gasteropelecus levis
Gasteropelecus levis es una especie de peces de la familia Gasteropelecidae en el orden de los Characiformes.

## Morfología
Los machos pueden llegar alcanzar los 3,5 cm de longitud total. La cabeza es verde oliva, el cuerpo plateado.

## Alimentación
Come gusanos, crustáceos y insectos. Puede capturar los insecto dando un salto fuera del agua, o cual es posible por la posición de su aleta pectoral.

## Hábitat
Es un pez de agua dulce y de clima tropical.

## Distribución geográfica
Se encuentran en Sudamérica:  cuenca del río Amazonas.